# Magnetic Fields (empresa)
Magnetic Fields era una empresa británica de desarrollo de juegos fundada en febrero de 1982 y conocida por los desarrolladores Shaun Southern y Andrew Morris. Originalmente, la empresa se llamaba "Mr Chip Software", pero pasó a llamarse "Magnetic Fields (Software Design) Ltd." por lo general, simplemente denominados "Magnetic Fields", en 1988.

## Historia
Entre 1982 y 1984 lanzaron los juegos desarrollados ellos mismos con un éxito limitado. En 1984, dejaron de publicar juegos por sí mismos y, en cambio, los desarrollaron para Publishers Mastertronic y luego más tarde para Alternative Software, Gremlin Graphics y otras editoriales. Probablemente, el juego más conocido lanzado bajo el nombre de la compañía Mr. Chip Software fue Trailblazer, que dio lugar a varias secuelas y puertos a otros sistemas. La mayoría de los otros juegos lanzados bajo la etiqueta Mr. Chip Software ya estaban enfocados en carreras como Kikstart 2, pero también algunos juegos que no eran carreras como Proof Of Destruction también encontraron una base de fanes. Aunque el desarrollo inicial se centró en las plataformas Commodore 64 y Commodore VIC-20, la empresa amplió el número de plataformas de destino para sus juegos a mediados de la década de 1980. Una de las otras plataformas incluía Commodore 16, que incluía algunas conversiones (incluida una conversión impresionante de Trailblazer), pero también una serie de títulos únicos como Arthur Noid y Bandits and Zero. Shaun también escribió una versión completamente diferente de Kikstart para la máquina a la que se produjo para el C64.
Con el cambio al nombre de "Magnetic Fields", la compañía también cambió de sistemas de 8 bits a sistemas bastante nuevos de 16 bits, y su último lanzamiento de 8 bits fue Super Scramble Simulator (una especie de tercer juego silencioso de la serie Kikstart). Mientras desarrollaba juegos pertenecientes a muchos géneros diferentes, Magnetic Fields pronto se centró en los juegos de carreras. El lanzamiento en 1985 de Formula 1 Simulator ya estaba técnicamente a la par con los juegos de carreras de la competencia de esa época.
La compañía se hizo conocida en 1990 por sus lanzamientos de Super Cars y Lotus Esprit Turbo Challenge en los sistemas informáticos domésticos más comunes de la época. Especialmente las fuertes ventas en las plataformas Amiga 500 y Atari ST llevaron a secuelas en 1991. Los tres títulos de Lotus tenían el toque adicional de incluir juegos ocultos en ellos, con la secuela que contenía el clásico Duck Shoot de Shaun. juego del Vic 20. Lotus III: The Ultimate Challenge aparece en la serie de televisión GamesMaster (S2/E11) donde fue jugado por el piloto de Fórmula 1, Johnny Herbert.
En 1996, la compañía lanzó Network Q RAC Rally Championship para la plataforma MS-DOS, que recibió muchas críticas favorables. y dio lugar a varias expansiones y secuelas, incluido el X-Miles y el International Rally Championship. El último lanzamiento de la compañía fue Mobil 1 Rally Championship para plataformas Windows y PlayStation en 1999.
En 2000, Shaun Southern y Andrew Morris fundaron una nueva empresa llamada "Eugenicy" para desarrollar más juegos de carreras, pero la empresa se cerró antes de que se lanzara nada.
Andrew Morris lanzó el tráiler promocional original de Eugenicy en su canal de YouTube en 2009.
La compañía ha acordado permitir que los fanáticos distribuyan su software de sistema de 8 bits siempre que no se obtengan ganancias de estos. This has led to additional interest in the company among users of emulators for such older hardware.
Esto ha generado un interés adicional en la empresa entre los usuarios de emuladores para este tipo de hardware más antiguo.
Kikstart I y II se lanzaron en 2010 para el emulador de Commodore 64 en el iPhone.
El 5 de mayo de 2018 se publicó un video documental/reseña retrospectivo producido por Everything Amiga sobre el tema de Kid Chaos. Cuenta la historia de la problemática historia de desarrollo de los juegos y evalúa su impacto en la escena Amiga en ese momento y mucho después.
El ex artista de Magnetic Fields, Andrew Morris, acordó que se incluyera un escaneo de su obra de arte conceptual protagonista original. Esta fue la primera vez que se reveló al público. 'Cosmic Kitten' (alternativamente 'Claws'), como se le conocía entonces, iba a ser la respuesta de Amiga a Sonic the Hedgehog. Sin embargo, antes de la publicación, el personaje fue rediseñado como un chico de las cavernas conocido simplemente como 'Kid' para evitar cualquier conflicto legal con SEGA, que siempre ha sido muy protectora de su propiedad intelectual.

## Videojuegos

### Desarrollados
- Pacmania (1983)
- AD Infinitum (1984)
- Duck Shoot (1984)
- Kwazy Kwaks (1984)
- Olympic Skier (1984)
- Caves of Doom (1985)
- Hero of the Golden Talisman (1985)
- Kikstart: Off-Road Simulator (1985)
- Tutti Frutti (1985)[10]
- Trailblazer (1986)
- Cosmic Causeway: Trailblazer II (1987)
- Lotus Esprit Turbo Challenge (1990)
- Super Cars (1990)
- Super Cars II (1991)
- Lotus Turbo Challenge 2 (1991)
- Lotus III: The Ultimate Challenge (1992)
- Kid Chaos (1994)
- Supercars International (1996)
- Network Q RAC Rally Championship (1996) (1996)
  - Rally Championship: The X-Miles add-on expansion pack (1997)
- International Rally Championship (1997)
- Mobil 1 Rally Championship (1999)

### Publicados
Todos estos juegos se publicaron con el nombre de empresa anterior Mr Chip Software.
- Pacmania (1983)
- AD Infinitum (1984)
- Kwazy Kwaks (1984)
- Olympic Skier (1984)